# 도둑 신부
《도둑 신부》(영어: The Robber Bride)는 마거릿 애트우드의 1993년 장편 역사 소설이다. 토론토를 배경으로 악녀에게 이용당해 피해본 세 여자들의 애증을 다루고 있다. 대한민국에는 문학사상사에서 먼저 김진준 번역으로 출간되었다가 절판되고, 민음사에서 이은선 번역으로 재출간되었다.